# Alto Douro
Koordinaten: 41° 6′ 6″ N, 7° 47′ 56″ W
Die Weinregion Alto Douro (portugiesisch Hoher Douro) ist die älteste Weinbauregion der Welt mit geschützter Herkunftsbezeichnung. Sie liegt im Norden Portugals und gehört seit 2001 zum UNESCO-Welterbe.

## Geografie
Das Weinbaugebiet Alto Douro liegt am portugiesischen Fluss Douro im Nordosten des Landes.
Die bedeutendsten Orte sind Vila Real, Lamego und Peso da Régua, das als Hauptort des Alto Douro gelten kann.
Es ist ca. 26.000 Hektar groß und umfasst folgende 13 Kreise (Concelhos):
| - Mesão Frio - Peso da Régua - Santa Marta de Penaguião - Vila Real | - Alijó - Sabrosa - Carrazeda de Ansiães - Torre de Moncorvo - Lamego | - Armamar - Tabuaço - São João da Pesqueira - Vila Nova de Foz Côa. |

## Geschichte

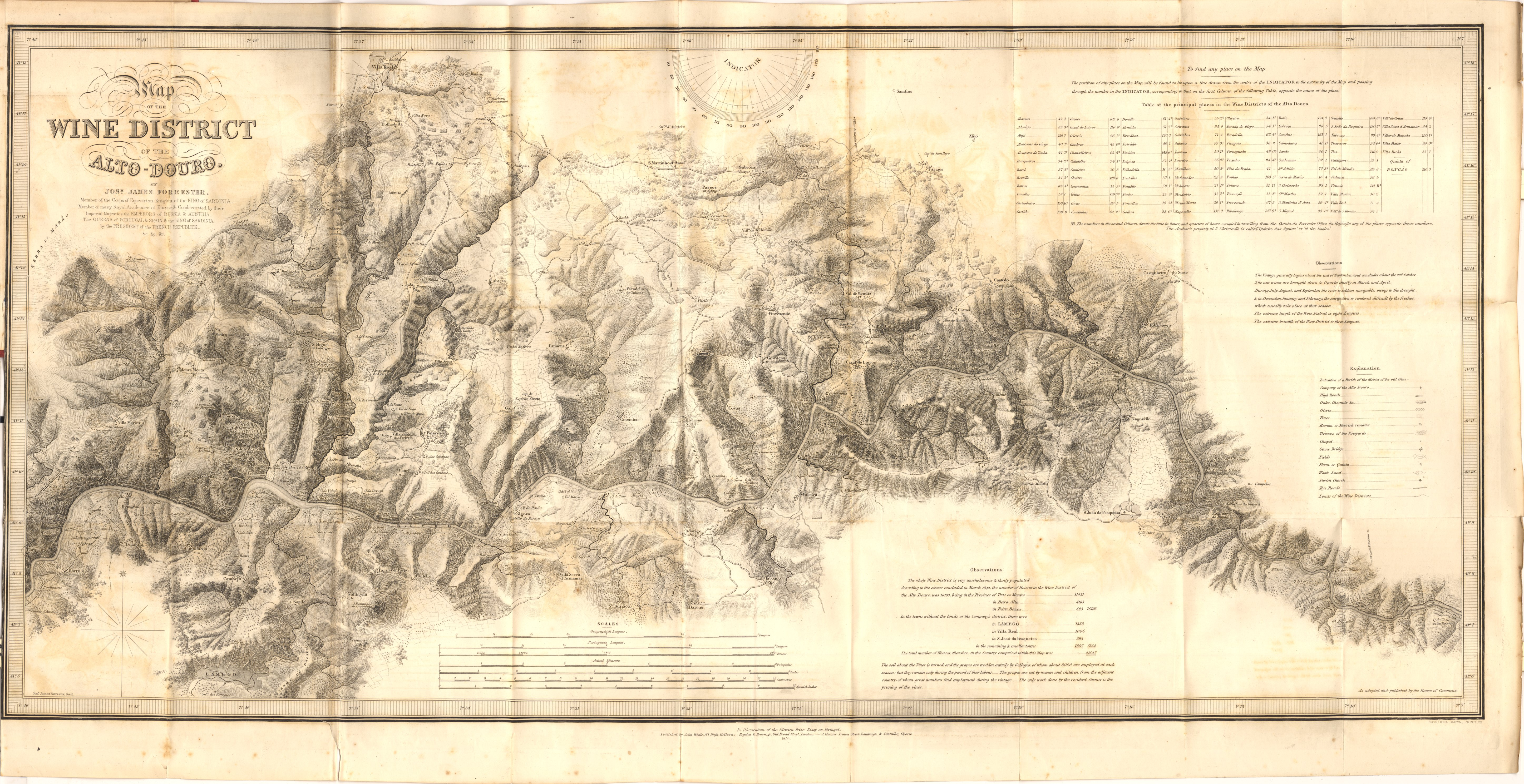
Historische Karte des Alto Douro

Seit dem Paläolithikum siedeln hier Menschen. Bereits in der Bronzezeit wurden hier Getränke aus Weintrauben hergestellt, doch erst die Römer führten den eigentlichen Weinbau ein, der von den folgenden Sueben und Mauren fortgeführt und weiterentwickelt wurde. Somit wird seit über 2000 Jahren am Douro Wein angebaut.
Im Jahr 1756 ließ der merkantilistisch-absolutistische Ministerpräsident Sebastião José de Carvalho e Melo, der ab 1769 unter seinem Adelstitel „Marquês de Pombal“ bekannt wurde, die heutige Weinbauregion mit Marksteinen abgrenzen und übertrug das Weinbau-Monopol hier der eigens gegründeten Companhia Geral da Agricultura das Vinhas do Alto Douro (port. für: Allgemeines Unternehmen der Wein-Landwirtschaft des Hohen Douros). Damit war das Gebiet die erste herkunftsgeschützte Weinregion der Welt. Insbesondere der Portwein brachte der Region in der Folge Aufschwung und verbesserte wesentlich die Handelsbilanz des Landes.
Am 14. Dezember 2001 wurde die Weinregion durch die UNESCO zum Weltkulturerbe erklärt. Der Portwein ist bis heute der bekannteste Wein der Region, daneben sind vor allem die Rotweine von Bedeutung.